# Остреберт (річка)
Остреберт (фр. Austreberthe) — 18-кілометрова річка в Приморській Сені. Його джерелом є село Сент-Остреберт. Річка впадає в Сену в Дюклері.
Остреберт перетинає Барантенський віадук, вартий уваги 30-метровий цегляний залізничний міст, побудований у 1846 році, приблизно за 19 км від Руана.